# Büsserach
Büsserach är en ort och kommun i distriktet Thierstein i kantonen Solothurn, Schweiz. Kommunen har 2 431 invånare (2023).